# تشهل أميران (بابارشاني)
تشهل أمیران (بالفارسية: چهل امیران) هي قرية تقع في إيران في قسم بابارشاني الريفي. يقدر عدد سكانها بـ 0 نسمة بحسب إحصاء 2016.